# 下村善右衛門

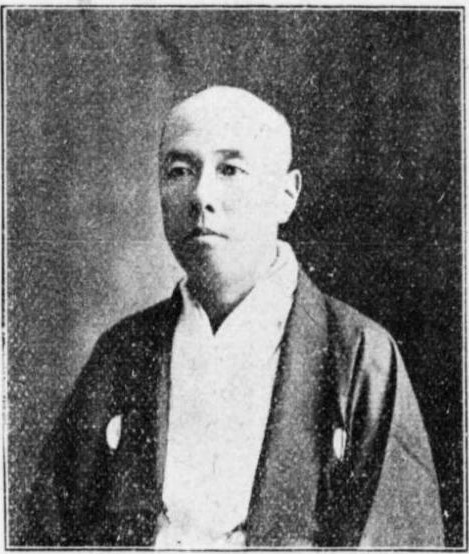
下村善右衛門

下村 善右衛門（善右衞門、しもむら ぜんうえもん、1863年9月9日（文久3年7月27日）- 1934年（昭和9年）12月27日）は、明治から昭和初期の実業家、政治家。衆議院議員。

## 経歴
上野国群馬郡前橋本町（群馬県東群馬郡前橋本町、前橋町本町を経て現前橋市）で、初代前橋市長となる下村善太郎の長男として生まれた。父の方針で福沢諭吉から直接個人教育を受けた。1882年（明治15年）自費で4名の青年を海外に留学させた。
政界では、前橋市会議員、同参事会員を務めた。1899年（明治32年）群馬県会議員に選出された。1902年（明治35年）8月、第7回衆議院議員総選挙（群馬県前橋市、無所属）で初当選。第8回総選挙でも再選され、衆議院議員に連続2期在任した。第9回総選挙で落選し政界を引退した。
実業界では1887年（明治20年）下毛板紙会社を設立して社長に就任。横浜漆工会社取締役、上毛物産会社取締役、第三国立銀行取締役、東京交詢社員などを務めた。政界引退後は、東京を拠点に事業を行った。また、浅野総一郎、小暮松三郎らと関東水力電気を設立し取締役となり佐久発電所を建設した。
晩年には高崎市政の大久保彦左衛門と称された。

## 国政選挙歴
- 第7回衆議院議員総選挙（群馬県前橋市、1902年8月、無所属）当選[7]
- 第8回衆議院議員総選挙（群馬県前橋市、1903年3月、中正倶楽部）当選 [7]
- 第9回衆議院議員総選挙（群馬県前橋市、1904年3月、無所属）次点落選[7]

## 伝記
- 萩原進『その人その人生 : 下村善太郎・下村善右衛門伝』下村善太郎同善右衛門伝記刊行会、1993年。